# 동물의 숲 (비디오 게임)
《동물의 숲》(일본어: どうぶつの森 도오부츠노 모리[*])은 닌텐도가 발매한 커뮤니케이션 게임이다. 동물의 숲 시리즈의 첫 번째 작품이다.  일본에서 발매 이후 첫 주 동안 36,263카피가 팔렸다.

## 특징
- 500개 이상의 가구와 음악 재생 가구 등에서 사용할 수 있는 50곡 이상의 음악, 마을 이웃 등이 존재하며, 대부분이 이후 시리즈로 계승되고 있다.
- 4명까지 1개의 마을에서 같이 생활할 수 있다. 또한 컨트롤러 팩에 데이터를 저장하고 다른 동물의 숲 카트리지로 게임을 시작하여 다른 마을에 놀러 갈 수 있다.
- '컨트롤러 팩 동봉판'도 존재하며, 이 패키지에는 '음악', '패밀리 컴퓨터 가구', '미야모토 시게루의 편지'가 수록되어 있다. 미야모토 시게루의 편지는 이 패키지에서만 입수가 가능하다.

## 개발 과정 및 반응
《동물의 숲》은 최초에는 닌텐도 64의 주변 기기인 '64DD'를 이용하여 '커뮤니케이션'을 테마로 한 RPG 게임으로, 1998년 테즈카 타카시, 에구치 카츠야, 노가미 히사시에 의해 최초로 계획되었다.
"두 명 이상의 플레이어가 하나의 공간에서 플레이한다."
"한 사람이 플레이한 내용은 그대로 남아 다른 플레이어에게 영향을 준다."

이와 같은 컨셉이 개발 초기에 잡혔고, 이것은 최근에 발매된 시리즈까지도 내려오고 있다.
1999년, 대략적인 발매 시기가 2001년으로 정해지고, 64DD와 '랜드넷 디스크'를 이용하는, '랜드넷DD'라는 네트워크 플레이 시스템이 그 당시의 일반 가정에서의 플레이 환경에는 적합하지 않다고 판정되어, 64DD로의 발매를 취소하고 일반 닌텐도 64 롬팩으로 발매를 결정하게 된다. 이에 따라 사용 가능한 팩의 용량이 줄어들어, 여러 장소를 다니면서 탐험을 하는 RPG 요소가 삭제되고, 마을에 집을 짓고 가구를 모으는 등의 플레이 방식이 이 때부터 확립되었으며, 본격적인 개발이 시작되었다.
게임의 기본적인 뼈대가 완성되고 캐릭터의 디자인이 완성되어 나갈 무렵, 토타카 카즈미가 《동물의 숲》의 사운드 개발에 참여하기 시작하였다. 그는 처음에 동물들의 대사에는 비비비하는 전자음이 나오게 하려고 하였으나, 예상보다 대사의 양이 많고 동물들의 성격과 특징이 뚜렷하자, 동물어를 만들어 사용하기 시작하였다.
등장하는 이웃 동물은 200이 훨씬 넘는 숫자를 만들었고, 가구와 대사, 음악 등도 마찬가지였다. 이것은 각 마을마다 동물 이웃과 수집한 아이템의 패턴을 다양화할 수 있기 때문에, 각 플레이어의 개성이 부각될 수 있게 한 의도이다.
2001년 4월 14일, 《동물의 숲》이 발매되었고, 초기 출하량은 20만개였다. 초기 판매량은 평범한 수준이었으나, 그 이후로도 떨어지지 않고 계속 유지되었다. 결국 젊은층 주부들의 인기를 얻으면서 매진되었으며, 게임큐브의 발매에 따라 닌텐도 64 소프트웨어는 더 이상 발매할 수 없게 되었기 때문에, 본 작품을 게임큐브로 포팅한 《동물의 숲+》를 발매하게 된다.

## 비고
- 닌텐도 64의 컨트롤러를 통해 조작하는 독특한 문자 입력 시스템은, 64DD의 '랜드넷 디스크' 에서도 사용되고 있던 것이다.
- 《동물의 숲》은 닌텐도 발매로서는 마지막 닌텐도 64 소프트가 되었다.
- 《동물의 숲+》가 게임큐브로 발매되자, 기존 동물의 숲 사용자들을 위해 동물의 숲 저장 데이터를 《동물의 숲+》로 옮겨 주는 서비스를 했으나, 현재는 서비스가 종료되었다.